# Altingiaceae
Altingiaceae er en lille familie med kun tre slægter, der er udbredt i det sydøstlige Nordamerika og i Sydøstasien. Arterne er løvfældende eller stdsegrønne træer, som ofte indeholder harpiks. Bladene er spredtstillede, hele og stilkede. Planterne er enkønnede, hvor blomsterne er uregelmæssige. Frugterne er kapsler med vingede frø. Kun én af slægterne er kendt fra dyrkning i Danmark.
| Slægter |

- Altingia
- Ambratræ (Liquidambar)
- Semiliquidambar